# Erythrospermum acuminatissimum
Erythrospermum acuminatissimum är en tvåhjärtbladig växtart som först beskrevs av Asa Gray, och fick sitt nu gällande namn av Albert Charles Smith. Erythrospermum acuminatissimum ingår i släktet Erythrospermum och familjen Achariaceae. Inga underarter finns listade i Catalogue of Life.